# Rivaldo Barbosa de Souza
Rivaldo Barbosa de Souza (Salgadinho, 25 de agosto de 1985), é um ex-futebolista brasileiro que atuava como volante.

## Carreira
Iniciou sua carreira nas categorias de base do Santos, onde conquistou dois títulos importantes que foram o Campeonato Brasileiro de 2004 e o Campeonato Paulista de 2006.
Passou ainda por Guarani, Marília e Bahia, até ter a sua primeira experiência internacional. Rivaldo foi atuar pelo FC Vaduz de Liechtenstein. Por lá, permaneceu um ano e voltou ao Brasil para a disputa do Campeonato Paulista de 2010 pelo Oeste.
Com o destaque obtido no time paulista, Rivaldo chamou a atenção do Avaí e foi contratado pelo clube catarinense. Rivaldo atuou em nove partidas e não marcou nenhum gol.
Após um jogo que Rivaldo atuou como titular válido pelo Campeonato Brasileiro de 2010 em que o Avaí venceu o Palmeiras por 4–2, o jogador chamou a atenção do treinador do time paulista Luiz Felipe Scolari que pediu sua contratação. Após alguns dias de negociação, o Palmeiras concretizou o negócio.
Em dezembro de 2011, acertou com o Sport.
Em setembro de 2013, magoado com o Sport, Rivaldo, acertou com o Figueirense.

## Títulos
Santos
- Campeonato Brasileiro: 2004
- Campeonato Paulista: 2006

FC Vaduz
- Copa Liechtenstein: 2008–09

Avaí
- Campeonato Catarinense: 2010

Figueirense
- Campeonato Catarinense: 2014

CRB
- Campeonato Alagoano: 2016